# Synoicum longistriatum
Synoicum longistriatum är en sjöpungsart som beskrevs av Kott 1992. Synoicum longistriatum ingår i släktet Synoicum och familjen klumpsjöpungar. Inga underarter finns listade i Catalogue of Life.